# Casanare
Casanare es uno de los treinta y dos departamentos de la República de Colombia, con capital en Yopal. Está ubicado en la región Orinoquía. Con 44 490 km² es el décimo departamento más extenso —por detrás de Amazonas, Vichada, Caquetá, Meta, Guainía, Antioquia, Vaupés, Guaviare y Chocó— y con 8 Hab/km², el séptimo menos densamente poblado, detrás  de Caquetá, Guaviare, Vaupés, Amazonas, Vichada y Guainía, el menos densamente poblado.
El nombre del departamento proviene del vocablo sáliva Casanari, que significa Río de Aguas Negras. El territorio del departamento se extiende en el piedemonte oriental de la cordillera Oriental de los Andes colombianos. Pertenece a la región de los Llanos Orientales con todas las características que la identifican. La altitud promedio sobre el nivel del mar es de 350 metros, con una temperatura promedio de 26 °C.
La distancia entre la capital del departamento, Yopal, y la capital de Colombia, Bogotá, es de 387 km. Ofrece muchos atractivos turísticos y en especial lo referente al ecoturismo. Se cuentan sitios como el caño Aguaclara, el Parque Ecológico Caño Arietes y el río Upía.

## Historia

### Épocas prehispánica y virreinal
Los primeros pobladores en la región fueron los nativos Tunebos, Guahíbos, Sálivas, Cusianas, Caquetíos, Piapocos, Amorúas, quienes con la conquista española de los Llanos Orientales a principios del siglo XVI fueron reducidos y esclavizados a través de las encomiendas. En este mismo siglo fue creada la Gobernación de Los Llanos, que en 1660 fue dividida en las Provincias de San Juan (al sur del río Meta) y de Santiago de las Atalayas (al norte del mismo río).
Entre los siglos XVII y XVIII se crean reducciones, pueblos de misión, hatos y haciendas agrícolas y ganaderas a instancias de los jesuitas que da una importancia económica a la región durante el tiempo del Virreinato. Los jesuitas quienes fundaron la mayoría de las primeras poblaciones. Para 1767 el gobierno español expulsa a los jesuitas de sus territorios, lo que genera una crisis económica en la zona.
Entre 1781 y 1810 se dan varias revoluciones populares en el Virreinato de la Nueva Granada, marcada principalmente por la insurrección comunera que inició en marzo de 1781 en El Socorro. El criollo casanareño Javier de Mendoza comanda la insurrección en la Provincia de Casanare entre el 19 de mayo y agosto de 1781, tomando las principales poblaciones casanareñas contra el régimen español y sublevando a los pobladores. Aunque asiste a las Capitulaciones de Zipaquirá, difiere del mando comunero y se autoproclama capitán general de Los Llanos. Ya antes había pregonado ser el apoderado de Túpac Amaru, conformando un ejército de más de 5000 indígenas. Con dinero y es sometido por el ejército que pagó el noble Conde de San Jorge, quien encabezó la reacción de la aristocracia neogranadina contra los comuneros. El encargado del ejército enviado por el virrey consistía en sofocar la rebelión y pacificar la zona. Se sabe que se excedieron en este último propósito. Muchos socorranos escapan a la suerte corrida por José Antonio Galán y se refugian en la provincia, desde donde con la coordinación de Antonio Nariño preparan un plan para que un ejército británico penetre por Trinidad hacia Santafé de Bogotá atravesando Tunja, con el fin de poner fin al régimen español. 
Antonio Nariño es apresado en 1797 y aunque pese a que la Real Audiencia conoce el plan, así como el apoyo popular en Casanare ante tal iniciativa, no toma medidas por considerar poco probable poder llevar con éxito este plan. Con la declaración de independencia en Quito en agosto de 1809, Antonio Nariño conforma una junta clandestina y en El Socorro planean sorprender el convoy militar que lleva armas desde Santafé para las autoridades españolas en Quito, robando las armas para apertrechar a los socorranos simpatizantes, levantando un ejército con los esclavos de las trapicherías cercanas a Bogotá. El plan fracasa y Nariño nuevamente es encarcelado, los que logran huir viajan a Casanare con la esperanza de obtener armas de las misiones religiosas y las que están a cargo del gobernador, Don Remigio Bobadilla. Es así como tres jóvenes de 18 años: Carlos Salgar, José María Rosillo y Vicente Cadena, encabezan la insurrección en Casanare, forman un ejército conformado por antiguos socorranos, criollos y gente del común de Casanare, y el 17 de febrero de 1810 se toman la capital de la provincia, Pore y la declaran libre del dominio español. Este es el primer grito de independencia en el Nueva Granada, que culminaría con el dado el 20 de julio de 1810 en Bogotá.
La inexperiencia de Salgar, Rosillo y Cadena hace que no pongan presos a los funcionarios y autoridades del Cabildo y del Resguardo, quienes les tienden una trampa el 18 de febrero de 1810, cae preso Salgar. Rosillo escapa hacia Tunja, donde es detenido y enviado a Santa Fe, sería liberado el 20 de julio de 1810. En cuanto a Cadena, es atrapado en un hato y enviado a Pore, donde después de un juicio son ejecutados el 30 de abril de 1810. Sus cabezas son enviadas a Bogotá para ser fijadas públicamente como represalia, pero el repudio y el descontento popular que tal acción despertó lo impidió. Este acto, calificado de sangriento por Camilo Torres Tenorio, es el detonante de los eventos del 20 de julio de 1810.

### Independencia ysigloXIX

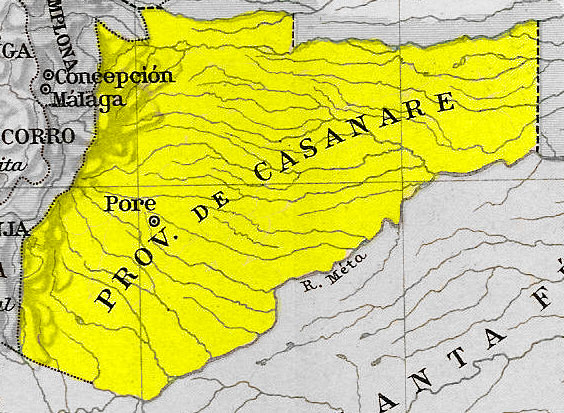
Territorio de la provincia de Casanare en 1810

En las tierras casanareñas se concentraron los ejércitos libertadores que hicieron la travesía del páramo de Pisba que concluyó con las victorias del Pantano de Vargas y el Puente de Boyacá. Una vez alcanzada la independencia del Virreinato de la Nueva Granada de la corona de España (1821), la Provincia de los Llanos del Casanare se denominan provincia autónoma dentro del departamento grancolombiano de Boyacá; una vez se dio la disolución de la Gran Colombia en 1831, la provincia se declara independiente con el nombre de Gobierno Unido del Casanare, que luego de su fallida secesión pasó a formar parte de la República de la Nueva Granada.
Casanare permaneció como provincia neogranadina hasta 1857, año en que fue integrada al Estado Soberano de Boyacá como una de sus provincias. En 1863 pasa a ser administrada directamente por la nación con el nombre de Territorio del Casanare, que en 1867 es declarado departamento; en 1873 de nuevo pasa a formar parte de los Territorios Nacionales.
Durante el periodo comprendido entre 1830 y 1880 se dan sucesivos cambios de capitalidad: Pore, hasta 1842, cuando se trasladó a Támara, vuelve a Pore en 1843 hasta 1857, que pasa a Moreno; en 1863 la capital del territorio cambia a Támara, hasta 1877, cuando la capital pasa a ser Tame, siendo trasladada ese mismo año a Nunchía.

### Hacia la departamentalización
En 1892 se crea la Intendencia Nacional del Casanare con capital en Orocué, que se desarrolla como puerto fluvial de exportación de productos al mercado internacional. La intendencia es fusionada en 1905 con la Intendencia de San Martín (hoy Meta); un par de años más tarde el área entre Upia y Cusiana pasa a ser de Boyacá. Para 1911 Arauca se establece como Comisaría Especial, segregando su área territorial del Casanare, que en 1912 regresa a ser territorio boyacense.
La Comisaría Especial del Casanare es creada en 1950 con un territorio similar al actual, pero poco tiempo después es suprimida por problemas de orden público. Para 1953 se crea una Jefatura Civil Militar con sede en Yopal, dependiendo de Boyacá y del Meta; esta situación permanecería hasta el 28 de noviembre de 1973, cuando por medio de la ley 19 de ese año se crea de nuevo la Intendencia Nacional del Casanare segregándola de Boyacá gracias a la gestión hecha por el Dr. Luis Hernández Vargas representante a la cámara en aquel entonces y exministro plenipotenciario.
Con la Constitución Política de Colombia del 4 de julio de 1991 se introducen cambios radicales en la división política del país, siendo una de ellas la supresión de los llamados Territorios Nacionales (divididos en intendencias y comisarías) para darles la forma de Departamentos.

## Geografía

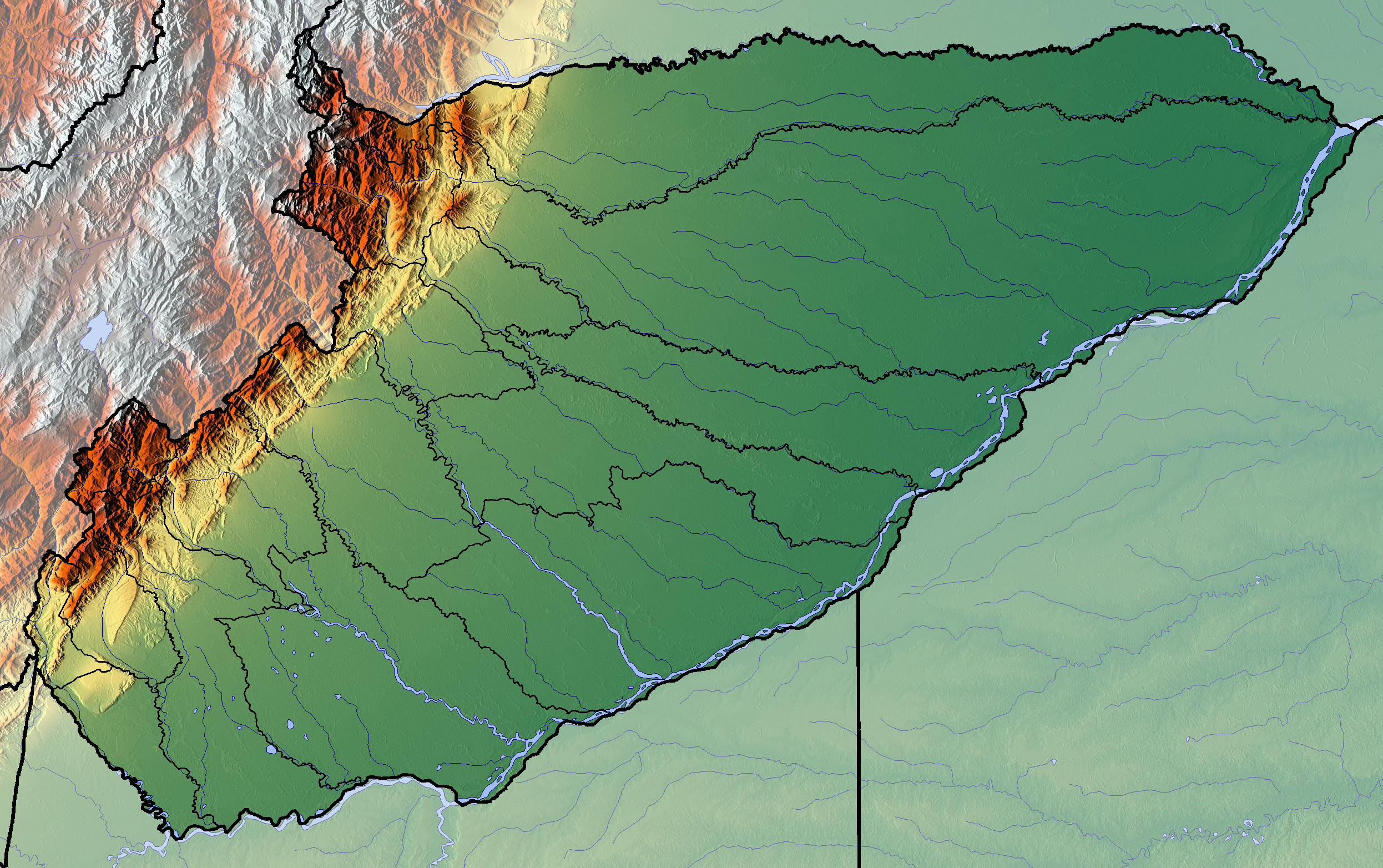
Mapa físico del Casanare.

### Límites
Casanare está delimitado por los siguientes departamentos:
| Noroeste: Boyacá (Parque nacional natural El Cocuy) | Norte: Arauca (Río Casanare) | Nordeste: Arauca (Río Casanare) |
| Oeste: Cundinamarca                                 |                              | Este: Vichada (Río Meta)        |
| Suroeste: Meta (Río Upía)                           | Sur: Meta (Río Meta)         | Sureste: Vichada (Río Meta)     |

### Fisiografía
Casanare tiene una superficie de 44.490 km², que en términos de extensión es similar a la de Dinamarca. Su territorio está constituido por la parte montañosa, el piedemonte llanero y la llanura aluvial; la parte montañosa se encuentra al occidente, en las laderas de la cordillera Oriental, y asciende hasta alturas de 4.000 m sobre el nivel del mar, entre cuyas formaciones orográficas se destacan las cuchillas Las Lajas, Polo Bajito y El Retiro, el cerro Vanegas y la serranía Farallones, entre otros.
La parte más plana se ubica al centro y oriente del departamento, con alturas que oscilan entre 110 m y 230 m, está conformada a su vez por sabanas inundables, bosques de galería en los grandes ríos Pauto, Cusiana, Casanare. La vegetación es de sabanas naturales, a excepción de los bosques de montaña y piedemonte en la vertiente de la cordillera, donde los suelos son fértiles y aptos para la agricultura, en tanto las áreas planas no tienen esta ventaja ya que se inundan algunos meses del año.

### Hidrografía
La red hidrográfica del Casanare está integrada por los ríos, quebradas y caños que desaguan en dirección oeste-este hacia el río Meta, el cual recibe las aguas de la totalidad de ríos del departamento y tiene como principal afluente el río Casanare. Además de los afluentes mencionados se destacan los ríos Upía, Túa, Cusiana, Cravo Sur, Guanápalo, Pauto, Guachiría, Agua Clara, Charte, Ariporo, Aricaporo, Dumagua, Duya, Caja, Suner, Chamezano, Tonce, La Palmera, Tocaría, Nunchía, Payero, Tenecito, Chire y Chiquito. Otros cuerpos de agua que pueden mencionarse son las lagunas Tinije, Purare y Sacrificio.

### Clima
La temperatura varía de 22 a 30 °C. El clima cambia de húmedo en la zona del piedemonte llanero, a frío en la zona andina (18 a 20 °C), pasando por un clima tropical en la zona de sabana (unos 27 °C, lluvioso en invierno, seco en verano).

## División político-administrativa

Mapa político del Casanare.

Casanare está dividido en diecinueve municipios. Los municipios están agrupados en 10 círculos notariales; pertenece al distrito judicial de Santa Rosa de Viterbo. El departamento conforma la circunscripción electoral del Casanare.

## Demografía
| Evolución de la población del departamento del Casanare (1985-2025)       |
|                                                                           |
| Población según censo. Población según proyección.Fuente: Statoids. DANE. |

### Etnografía
- Mestizos & Blancos (97,09%)
- Amerindios o Indígenas (1,46%)
- Negros o Afrocolombianos (1,44%)
- Gitanos (0,01%)

### Población y etnología
Según el censo de población 2018 del DANE, la proyección para el año 2023, los casanareños suman un total de 444.602 habitantes. Los municipios más poblados son en su orden: Yopal con 181.584 habitantes, Aguazul con 38.828,  Paz de Ariporo con 38.151 y Villanueva (Casanare) con 36.963 habitantes
La etnia de los casanareños es mayoritariamente mestiza, con presencia de inmigrantes de otras regiones del país, pero el porcentaje de la etnia indígena es significativa con 5.536 personas distribuidas en los siguientes grupos étnicos: Kuiba con 2.204 personas; Sikuani con 444 personas; Mjasivware con 416 personas, Amorua con 178 personas, Tsirapu con 163 personas y Salivas con 1.668 personas (este grupo el más grande).

### Inmigración
El más reciente censo general de la nación, realizado por el Departamento Administrativo Nacional de Estadística de Colombia (DANE), presenta los siguientes resultados acerca del país de nacimiento de los habitantes del departamento de Casanare:
| N.º        | País           | Población |
| ---------- | -------------- | --------- |
| 1          | Venezuela      | 21 699    |
| 2          | Ecuador        | 92        |
| 3          | Estados Unidos | 36        |
| 4          | España         | 21        |
| 5          | México         | 13        |
| 6          | Argentina      | 12        |
| 7          | China          | 12        |
| 8          | Chile          | 11        |
| 9          | Bolivia        | 11        |
| 10         | Perú           | 10        |
| No informa | No informa     | 218       |
| Otros      | Otros          | 67        |
| Total      | Total          | 22 202    |

## Actividad económica
Tradicionalmente el territorio de Casanare ha tenido como principales actividades económicas la ganadería extensiva y el cultivo de arroz (especialmente en los municipios de Aguazul y Yopal).
A principios de la década de 1990, fueron descubiertos los campos petroleros de Cusiana y Cupiagua, que convirtieron al departamento en el mayor explotador petrolero de Colombia con un total de 30 pozos situados en el Piedemonte Llanero (el "Corredor petrolero"); uno de los principales problemas de esta industria ha sido la alteración del ecosistema y la erosión del suelo.
En la actual década se ha impulsado fuertemente el cultivo de la palma de aceite, especialmente en el municipio de Villanueva, si bien se ha extendido a la mayoría de municipios. En otras zonas, como el municipio de Tauramena tienen gran auge las pequeñas microempresas que cultivan piña tipo gold, empresas como Frutos del Casanare y Asohofrucol.

## Festividades culturales
El departamento de Casanare tiene una gran riqueza en manifestaciones culturales expresada en sus múltiples fiestas. Cada municipio ofrece una experiencia única llena de música, danza y tradiciones. Desde las joropadas hasta las festividades religiosas.
- Yopal

Ferias y Fiestas (Diciembre)
Fiesta de las Colonias
Festival Internacional "El Cimarrón de Oro"
Festival "El Garcero del Llano"
Feria Exposición ganadera y Agroindustrial.
Festival internacional de la Guacaba.
Festival y Reinado Nacional estudiantil de la canción llanero y el Joropo.
Festival Mundial Del Arraigo Llanero "Casanare Palpita".
Miss Teen Casanare
- Villanueva

Festival de la Sabana, en diciembre.
Festival Nacional de las Colonias, en agosto.
Feria Exposición Comercial Bovina y Equina, realizado en noviembre.
La institución Colegio Fabio Riveros realiza un festival llamado El Palmarito que se realiza a mediados de septiembre.
- Paz de Ariporo

Fiestas en honor a la Virgen de Manare.
Festival Internacional de la Llanura, en enero.
Festival Estudiantil el Alcaravan de Oro.
- Maní

Festival de Verano.
Festival Internacional de la Bandola Criolla "Pedro Florez", en enero.
Feria Ganadera, en mayo.
- Aguazul

Festival y Reinado Nacional del Arroz, en enero.
Festival Alma Sabanera, en noviembre.
- Monterrey

Festival de Verano Río Tua.
- Nunchía

Festival Internacional la "Leyenda del Duende"
Cabalgata Amor y Amistad, en Septiembre
Fiestas Patronales, en Diciembre
Fiesta de celebración de nuestra señora Virgen del Carmen, 16 de Julio
- San Luis de Palenque

Festival el Gaván de Oro, 15 de agosto
Festival de danza folclórica Colombiana
Festival el Chalan de Oro
Festival de los Angelitos
- Hato Corozal

Fiestas de nuestra señora del Rosario, en octubre.
Reinado de la Ganadería, en octubre.
Festival de la soga, en octubre.
- Sabanalarga

Festival de la naranja y feria ganadera, en enero.
- La Salina

Festival de la Sal, en noviembre.